# Hemidactylus craspedotus
Espèce
Synonymes
- Cosymbotus craspedotus (Mocquard, 1890)
- Mimetozoon floweri Boulenger, 1896

Hemidactylus craspedotus est une espèce de geckos de la famille des Gekkonidae.

## Répartition
Cette espèce se rencontre dans le sud de la Thaïlande, en Malaisie, à Singapour et à Sumatra et au Kalimantan en Indonésie.

## Publication originale
- Mocquard, 1890 : Diagnoses d'espèces nouvelles de reptiles et de batraciens des iles Bornéo et Palawan. Le Naturaliste, Paris, ser. 2, vol. 4, p. 144-145 (texte intégral).